# Serie A 2022/23
De Serie A 2022/23 was het 121ste voetbalkampioenschap in Italië en het 91e seizoen van de Serie A, de hoogste voetbaldivisie in Italië. Het seizoen liep van 13 augustus 2022 tot en met 4 juni 2023. Napoli kroonde zich tot kampioen na 33 gespeelde wedstrijden. Dit was de derde titel in de geschiedenis van de club.
Juventus werd op 22 mei een straf op gelegd van 10 punten, omdat er fraude zou zijn gepleegd met transferwaarden van meerdere spelers. Eerder in het seizoen werd besloten dat het zou gaan om 15 punten. Waarna de club in hoger beroep ging en besloten werd dat de straf uit 10 punten mindering zou bestaan.
Wegens een gelijk aantal punten na 38 speelrondes werd op 11 juni werd een beslissingswedstrijd tussen Spezia en Verona gespeeld die besliste welke club degradeert naar de Serie B. Verona heeft deze wedstrijd met 3-1 gewonnen waardoor Spezia volgend seizoen in de Serie B zal gaan spelen.

## Eindstand
| Pos | Club        | Gs | W  | G  | V  | Pnt | Dv | Dt | Ds  |
| --- | ----------- | -- | -- | -- | -- | --- | -- | -- | --- |
| 1.  | Napoli      | 38 | 28 | 6  | 4  | 90  | 77 | 28 | +49 |
| 2.  | Lazio       | 38 | 22 | 8  | 8  | 74  | 60 | 30 | +30 |
| 3.  | Inter       | 38 | 23 | 3  | 12 | 72  | 71 | 42 | +29 |
| 4.  | AC Milan    | 38 | 20 | 10 | 8  | 70  | 64 | 43 | +21 |
| 5.  | Atalanta    | 38 | 19 | 7  | 12 | 64  | 66 | 48 | +18 |
| 6.  | Roma        | 38 | 18 | 9  | 11 | 63  | 50 | 38 | +12 |
| 7.  | Juventus    | 38 | 22 | 6  | 10 | 62  | 56 | 33 | +23 |
| 8.  | Fiorentina  | 38 | 15 | 11 | 12 | 56  | 53 | 43 | +10 |
| 9.  | Bologna     | 38 | 14 | 12 | 12 | 54  | 53 | 49 | +4  |
| 10. | Torino      | 38 | 14 | 11 | 13 | 53  | 42 | 41 | +1  |
| 11. | Monza       | 38 | 14 | 10 | 14 | 52  | 48 | 52 | -4  |
| 12. | Udinese     | 38 | 11 | 13 | 14 | 46  | 47 | 48 | -1  |
| 13. | Sassuolo    | 38 | 12 | 9  | 17 | 45  | 47 | 61 | -14 |
| 14. | Empoli      | 38 | 10 | 13 | 15 | 41  | 37 | 49 | -12 |
| 15. | Salernitana | 38 | 9  | 15 | 14 | 42  | 48 | 62 | -14 |
| 16. | Lecce       | 38 | 8  | 12 | 18 | 36  | 33 | 46 | -13 |
| 17. | Verona      | 38 | 7  | 10 | 21 | 31  | 31 | 59 | -28 |
| 18. | Spezia      | 38 | 6  | 13 | 19 | 31  | 31 | 62 | -31 |
| 19. | Cremonese   | 38 | 5  | 12 | 21 | 27  | 36 | 69 | -38 |
| 20. | Sampdoria   | 38 | 3  | 10 | 25 | 19  | 24 | 71 | -47 |

### Legenda
| Kleur | Kwalificatie voor                                        |
| ----- | -------------------------------------------------------- |
|       | Kampioen van Italië: Groepsfase Champions League 2023/24 |
|       | Groepsfase Champions League 2023/24                      |
|       | Groepsfase Europa League 2023/24                         |
|       | Play-offronde Europa Conference League 2023/24           |
|       | Degradatie naar Serie B                                  |

## Statistieken

### Meeste doelpunten
| Speler           | Club        | Doelpunten |
| ---------------- | ----------- | ---------- |
| Victor Osimhen   | Napoli      | 26         |
| Lautaro Martínez | Inter       | 21         |
| Boulaye Dia      | Salernitana | 16         |
| Rafael Leão      | AC Milan    | 15         |
| Ademola Lookman  | Atalanta    | 13         |

### Meeste assists
| Speler                  | Club     | Assists |
| ----------------------- | -------- | ------- |
| Chvitsja Kvaratschelia  | Napoli   | 10      |
| Musa Barrow             | Bologna  | 8       |
| Rafael Leão             | Milan    | 8       |
| Sergej Milinkovic-Savic | Lazio    | 8       |
| Filip Kostić            | Juventus | 8       |

Atalanta · 
Bologna · 
Cagliari · 
Como · 
Empoli · 
Fiorentina · 
Genoa · 
Hellas Verona · 
Internazionale · 
Juventus · 
Lazio · 
Lecce · 
Milan · 
Monza · 
Napoli · 
Parma · 
Roma · 
Torino · 
Udinese · 
Venezia
Scudetto:
1898 ·
1899 ·
1900 ·
1901 ·
1902 ·
1903 ·
1904 ·
1905 ·
1906 ·
1907 ·
1908 ·
1909 ·
1909/10 ·
1910/11 ·
1911/12 ·
1912/13 ·
1913/14 ·
1914/15 ·
1915/16 · 1916/17 · 1917/18 · 1918/19 · 
1919/20 ·
1920/21 ·
1921/22 ·
1922/23 ·
1923/24 ·
1924/25 ·
1925/26 ·
1926/27 ·
1927/28 ·
1928/29

Serie A:
1929/30 ·
1930/31 ·
1931/32 ·
1932/33 ·
1933/34 ·
1934/35 ·
1935/36 ·
1936/37 ·
1937/38 ·
1938/39 ·
1939/40 ·
1940/41 ·
1941/42 ·
1942/43 ·
1944/45 ·
1945/46 ·
1946/47 ·
1947/48 ·
1948/49 ·
1949/50 ·
1950/51 ·
1951/52 ·
1952/53 ·
1953/54 ·
1954/55 ·
1955/56 ·
1956/57 ·
1957/58 ·
1958/59 ·
1959/60 ·
1960/61 ·
1961/62 ·
1962/63 ·
1963/64 ·
1964/65 ·
1965/66 ·
1966/67 ·
1967/68 ·
1968/69 ·
1969/70 ·
1970/71 ·
1971/72 ·
1972/73 ·
1973/74 ·
1974/75 ·
1975/76 ·
1976/77 ·
1977/78 ·
1978/79 ·
1979/80 ·
1980/81 ·
1981/82 ·
1982/83 ·
1983/84 ·
1984/85 ·
1985/86 ·
1986/87 ·
1987/88 ·
1988/89 ·
1989/90 ·
1990/91 ·
1991/92 ·
1992/93 ·
1993/94 ·
1994/95 ·
1995/96 ·
1996/97 ·
1997/98 ·
1998/99 ·
1999/00 ·
2000/01 ·
2001/02 ·
2002/03 ·
2003/04 ·
2004/05 ·
2005/06 ·
2006/07 ·
2007/08 ·
2008/09 ·
2009/10 ·
2010/11 ·
2011/12 ·
2012/13 ·
2013/14 ·
2014/15 ·
2015/16 ·
2016/17 .
2017/18 ·
2018/19 ·
2019/20 ·
2020/21 ·
2021/22 ·
2022/23 ·
2023/24 .
2024/25
Nationale competities:
Albanië · Andorra · Armenië · België · Bosnië en Herzegovina · Bulgarije · Cyprus · Denemarken · Duitsland · Engeland · Estland ('22 '23) · Faeröer ('22 '23) · Finland ('22 '23) · Frankrijk · Gibraltar · Griekenland · Hongarije · IJsland ('22 '23) · Ierland ('22 '23) · Israël · Italië · Kazachstan ('22 '23) · Kroatië · Letland ('22 '23) · Litouwen ('23 '23) · Luxemburg · Malta · Moldavië · Montenegro · Nederland · Noord-Ierland · Noord-Macedonië · Noorwegen ('22 '23) · Oekraïne · Oostenrijk · Polen · Portugal · Roemenië · Rusland · San Marino · Schotland · Servië · Slovenië · Slowakije · Spanje · Tsjechië · Turkije · Wales · Zweden ('22 '23) · Zwitserland
Europese competities: Super Cup 2022 · Champions League · Europa League · Conference League